# Swainsona maccullochiana
Swainsona maccullochiana är en ärtväxtart som beskrevs av Ferdinand von Mueller. Swainsona maccullochiana ingår i släktet Swainsona och familjen ärtväxter. Inga underarter finns listade i Catalogue of Life.